# Adolf Occo

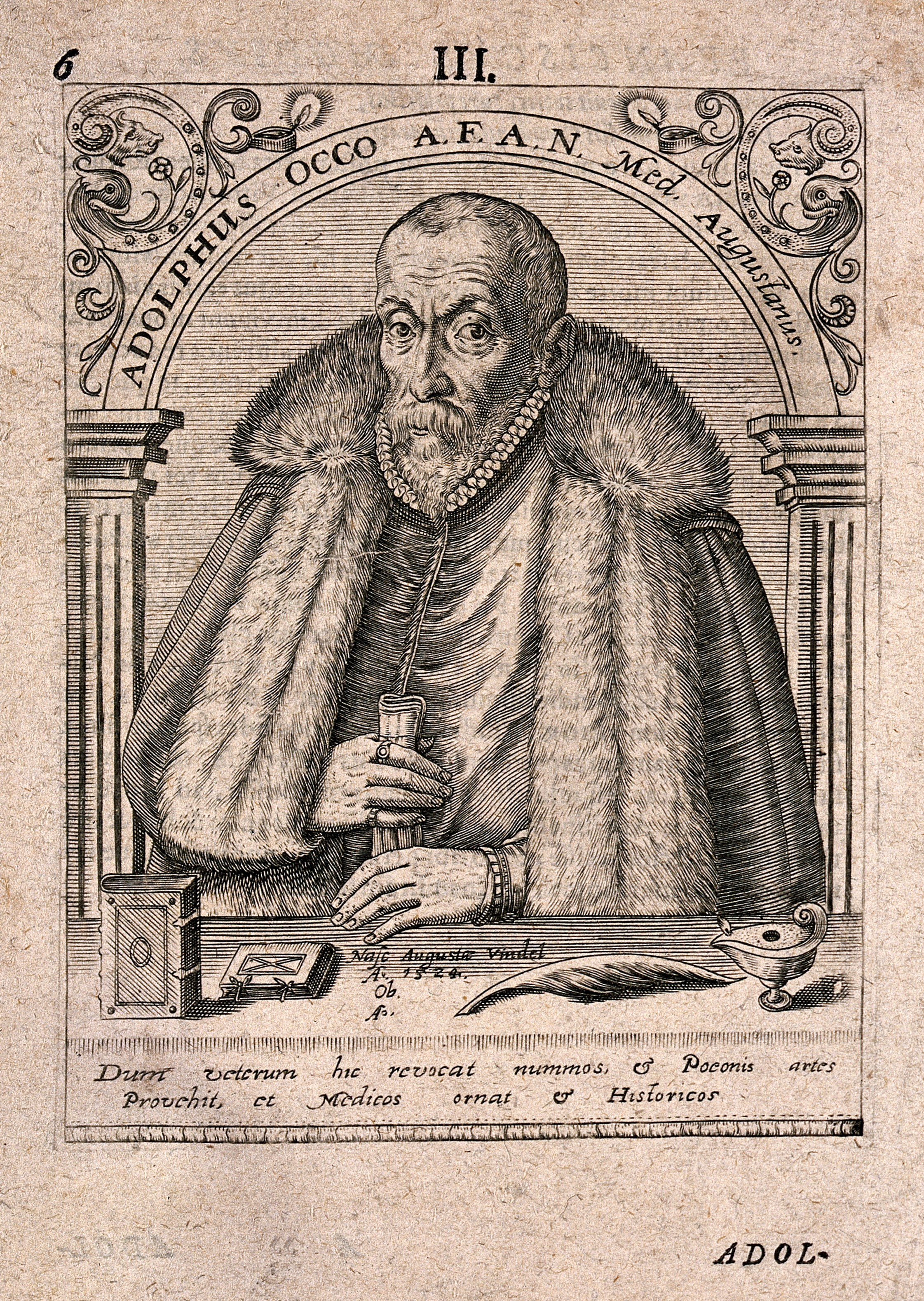
Adolf Occo – Kupferstich von Theodor de Bry

Adolf Occo, auch Adolf Otto III. (* 17. Oktober 1524 in Augsburg; † 28. Oktober 1606 ebenda) war ein deutscher Mediziner.

## Leben

### Familie
Adolf Occo war der Sohn des gleichnamigen Mediziners Adolf Occo (* 1494; † 13. April 1572) und dessen Ehefrau Helene, Tochter des Kaufmanns Leonhard Weiß. Sein Großvater war der Mediziner Adolph Occo. Er war entfernt verwandt mit dem Kaufmann Pompeius Occo, der als Bevollmächtigter für das Augsburger Bankhaus Fugger in Amsterdam tätig war.
Adolf Occo war in erster Ehe mit Anna (geb. Dettichoffer) verheiratet, mit der er zehn gemeinsame Kinder hatte, und in zweiter Ehe mit Regina (geb. Geyerhosin), mit der er fünf Kinder hatte.

### Werdegang
Adolf Occo studierte Philosophie und Medizin an der Universität Tübingen, der Universität Padua und der Universität Ferrara; dort promovierte er 1549 zum Dr. med.
Er war anfangs als Gehilfe seines Vaters als Arzt in Augsburg tätig. 1564 wurde er zum Stadtphysikus und 1582 zum Vikar des von ihm mitbegründeten Collegium Medicum Augustanum, der ersten staatlich anerkannten Standesvertretung von Ärzten, ernannt.
Als es zu Streitigkeiten über die Annahme des 1582 eingeführten Gregorianischen Kalenders kam, zählte Adolf Occo zu den Gegnern des neuen Kalenders (siehe auch Kalenderstreit). Weil er seinen Widerstand nicht aufgab, führte dies dazu, dass er von seinen städtischen Funktionen entbunden wurde.

### Berufliches und schriftstellerisches Wirken
Adolf Occo veröffentlichte verschiedene medizinische Schriften, so unter anderem 1564 Pharmacopoeia seu Medicamentarium pro Republica Augustana; dazu betrieb er historische Studien und beherrschte hierbei die griechische und lateinische Sprache außergewöhnlich gut. Er beschäftigte sich auch mit einer wissenschaftlichen Bearbeitung des römischen Münzwesens der Kaiserzeit und publizierte hierzu 1579 Imperatorum Romanorum numismata a Pompejo Magno ad Heraclium; die Schrift widmete er Herzog Albrecht V. von Bayern und gilt als Grundlage aller späteren Schriften zu diesem Thema.
Er pflegte unter anderem eine Freundschaft zu dem Augsburger Domherrn Johann Georg von Werdenstein sowie dem Pfarrer von Schaffhausen, Johann Jakob Rüeger, und dem dortigen Bürgermeister Johann Conrad Meyer. Einen intensiven Schriftverkehr unterhielt er zum Basler Juristen Basilius Amerbach.

## Ehrungen und Auszeichnungen
- Kaiser Maximilian II. erhob Adolf Occo 1573 in den erblichen Adelsstand.
- Zu Ehren der Familie Occo wurde in Augsburg die Occostraße benannt.

## Trivia
1552 wurde eine Medaille für Adolf Occo angefertigt, diese stammte vermutlich von einem Meister aus dem Umfeld von Christoph Weiditz.

## Schriften (Auswahl)
- Georgii Gemisti Plethonis elegans ac brevis quatuor virtutum explicatio. Basileae: Oporinus, 1552.
- Enchiridion sive, ut vulgo vocant, dispensatorium compositorum medicamentorum. Augsburg 1564.
- Pharmacopoeia, Sev Medicamentarium pro Rep. Augustana. Avgvstae Vindelicorvm: Manger, 1573.
- Überwiegend Elegische Dichtungen unterschiedlicher Art, insbesondere in Distichen abgefasste Gedichte, in deren Mittelpunkt Protagonisten der Hugenottenkriege in Frankreich stehen. Augsburg 1588.
- Inscriptiones veteres in Hispania repertae. Heidelberg: Commelinus, 1596.
- Gamēlia In Nuptias D. Adolphi Occonis ek trigonias iatru, & Filij homonymu te kai homotechnēs. Augustae Vindelicorum, 1601.
- Imperatorum romanorum numismata. Augusta Vindelicorum: 1601.
- Epigrammata In Occonvm insignia. Augvstae Vindelicorvm, 1601.